# Więzienie w Sajdnaja
Więzienie w Sajdnaja (arab. ‏سجن صيدنايا‎, trb. Sajn Sajdnaja), zwane Ludzką Rzeźnią – syryjska baza wojskowa położona w Sajdnajii, 16 km od Damaszku, służąca jako obóz koncentracyjny dla Syryjczyków podczas rządów Hafiza i Baszszara al-Asada
Według wielu sygnalistów – zarówno byłych pracowników, jak i zwolnionych więźniów – powszechne w nim były systemowe nadużycia i łamanie praw człowieka, w tym masowe egzekucje pozasądowe (co najmniej 13 tysięcy ofiar), tortury fizyczne i psychiczne takie jak zmuszanie więźniów do zabijania członków własnej rodziny czy kanibalizmu, czy podpalanie oblanych benzyną więźniów, co strażnicy nazywali "latającym dywanem".
8 grudnia 2024 r., w związku z upadkiem reżimu Asada, administracja więzienna zgodziła się oddać więzienie siłom rebelianckim w zamian za ich bezpieczne wycofanie.